# Paraplatytropesa parvifrons
Paraplatytropesa parvifrons är en tvåvingeart som beskrevs av Donald Henry Colless 1998. Paraplatytropesa parvifrons ingår i släktet Paraplatytropesa och familjen spyflugor. Inga underarter finns listade i Catalogue of Life.